# Storegutt
Der Storegutt (norwegisch für Großer Junge) ist ein 1465 m hoher Berg im ostantarktischen Kempland. Er ragt 45 km westlich der Edward-VIII-Bucht und 16 km südlich des Jennings Bluff auf.
Norwegische Kartografen, die ihn auch benannten, kartierten ihn anhand von Luftaufnahmen, die bei der Lars-Christensen-Expedition 1936/37 entstanden.